# ススキノキ属
ススキノキ属 (ススキノキぞく、学：Xanthorrhoea) は単子葉植物の属。本属は、ススキのような細い葉をつける樹木または草本から構成される。学名から、キサントロエア属、クサントロエア属とも呼ばれる。

## 概要

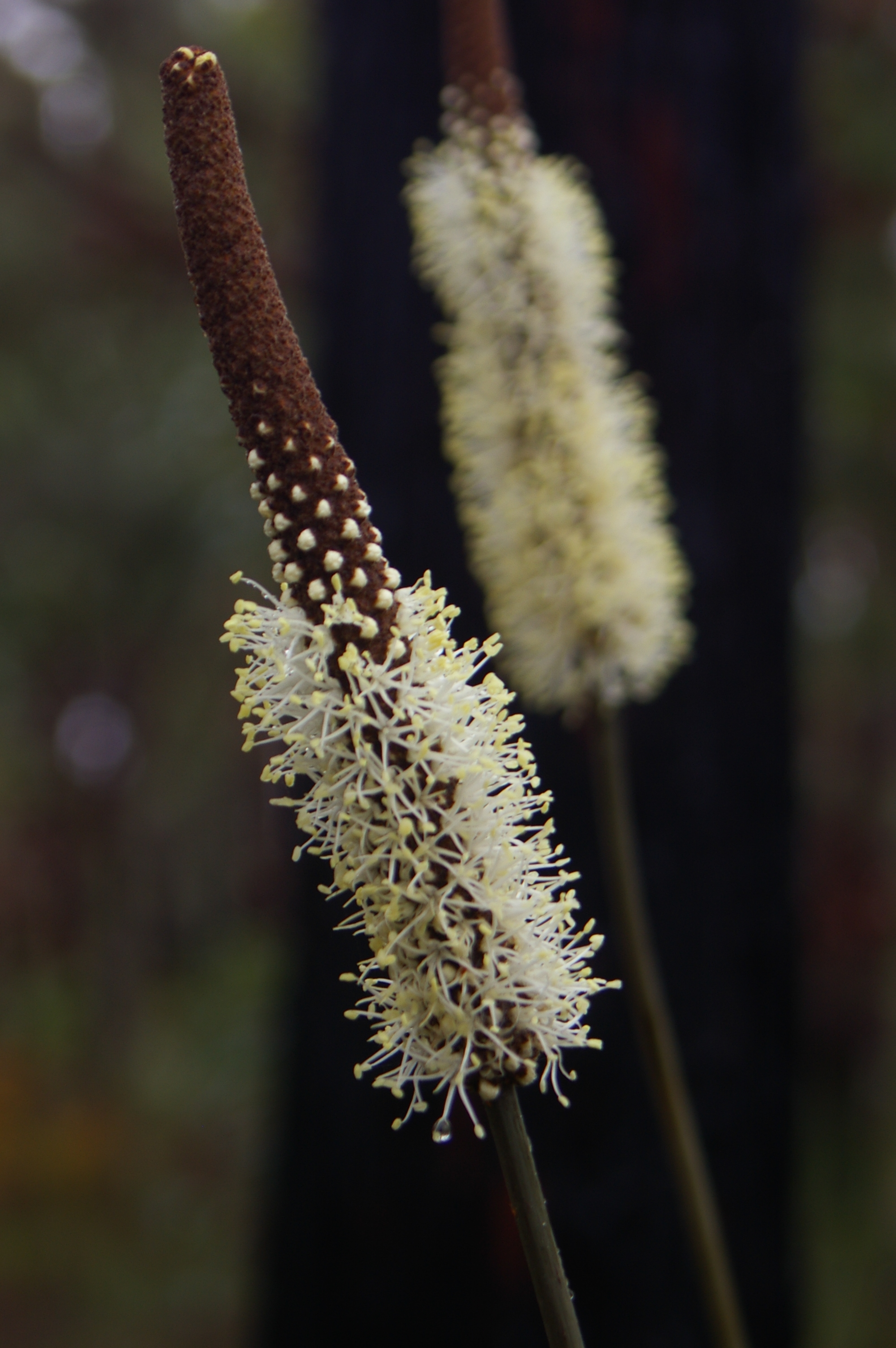
ススキノキ属の一種の花

オーストラリアを原産とし、砂漠地帯の砂礫地ややや乾燥した草原に自生する木本または草本植物である。幹はソテツ、ヤシと同じく凹凸が見られ、黒みを帯びている。二又に分枝して成長する個体や、分枝せずに直立して成長する個体があったりと個体差がある。幹の先端には、狭長線状の緑色の葉が放射状に密集して付く。枯れた葉はしばらくは脱落せずに、茶色く垂れた状態で残る事が多い。開花は非常に稀で、先端から100～150㎝程度の花茎を1～3本立ち上げ、ソテツやガマに似た密な黄色～薄黄色の穂状花序を形成する。この花茎は遠くからでも良く目立つ。草姿は全体的にダシリリオン属の植物に似る。（※但しダシリリオン属はキジカクシ科に分類される。）成長は非常に緩慢であるが、非常に強い耐火性を持ち、軽度な山火事程度では用意に株は再生する。花は花弁が小さく退化しており、一つの花に対し、長い雄蕊、雌蕊が5～6本付く。（画像参照）

## 栽培方法
亜熱帯～熱帯地域が原産の為、耐乾性には乏しく、冬季の降霜で枯れる恐れがあるので屋内で管理を行う。冬季は完全に水を切っても良い。春ごろになったら、屋外の直射日光が当たる場所へ移動し秋頃まで屋外で育てる。耐暑性、耐乾性は極めて高い。但し、梅雨時期は多湿で根腐れしてしまう恐れがあるので、雨除け等を行う。

## 名称について
属名Xanthorrhoeaの由来は、Xanthos（黄色の）＋Rhero（流れる）からきており、一部種の樹液が黄色でゴム状の樹脂が得られることにちなんでいる。
ちなみに、語源にXanthos（黄色）が含まれている属名には他に、ブンカンカ属（Xanthoceras）やキサントソーマ属（Xanthosoma）などがある。

## 従来の分類
新エングラー体系ではススキノキ属は、ユリ科に分類されていた。当時のユリ科はキジカクシ科やヒガンバナ科等も含んでいる非常に大きな科であった。
クロンキスト体系ではススキノキ科の下位分類の一つである亜科のススキノキ亜科が新設され、アロエやハオルチア、ガステリアなどの多肉植物、現在ダシポゴン科の植物4種、現在のキジカクシ科に含まれていた5種を含み、かなり大きな科となっていた。
APG III～APG IVにかけてススキノキ科の詳しい分類が進み、最終的に現在ではワスレグサ科のススキノキ亜科となっている。かつて多くの種と属を含んだ、ススキノキ科は現在ではススキノキ属のみを含む単型のワスレグサ科のススキノキ亜科に分類されるようになった。
ダシポゴン科に移動された属
- Baxteria
- Calectasia
- Dasypogon
- Kingia

キジカクシ科に移動された属
- Acanthocarpus

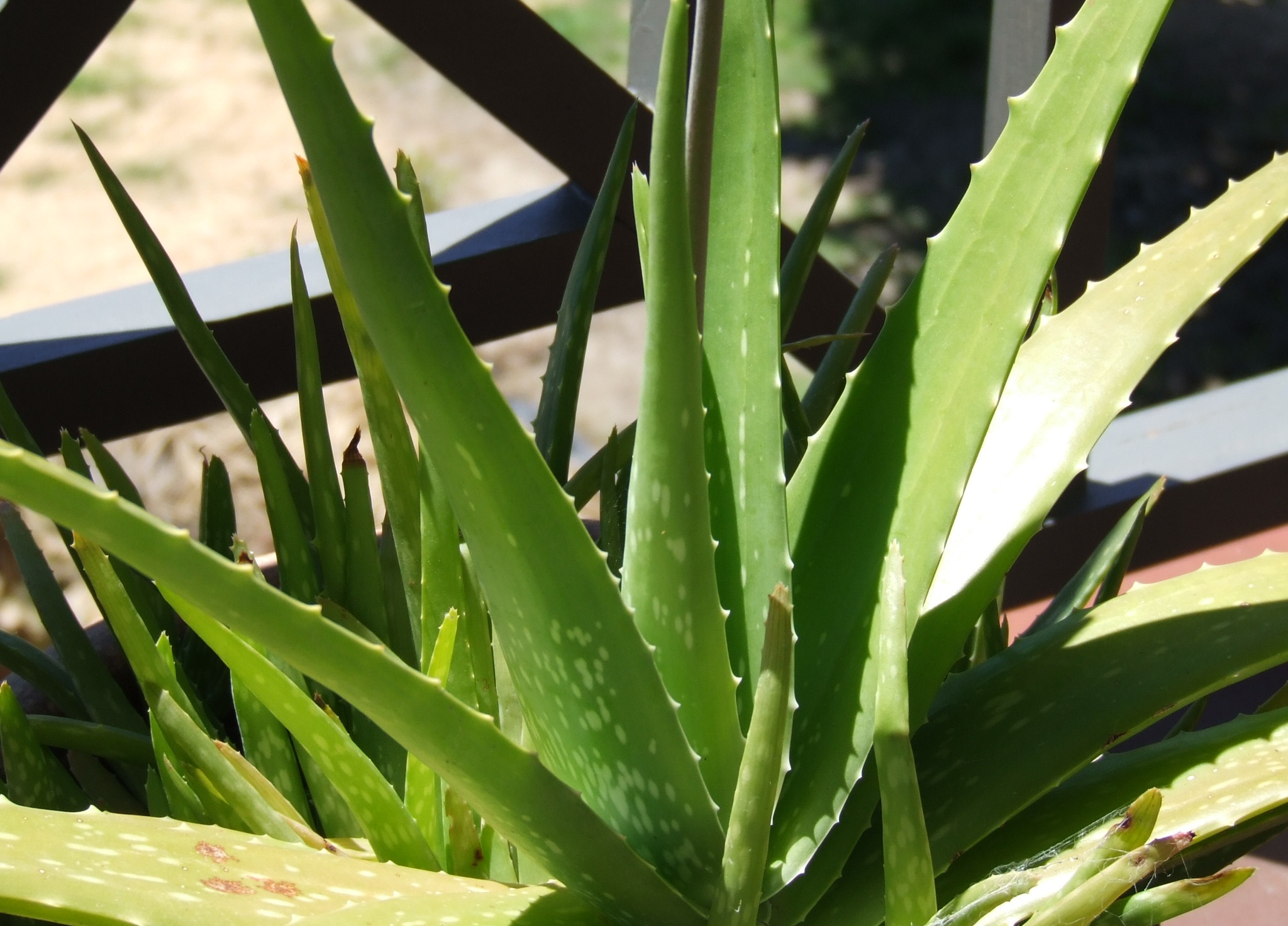
アロエベラ

- Chamaexeros
- Lomandra
- Romnalda
- Xerolirion

かつてススキノキ科に含まれており、今は同じくワスレグサ科に含まれる種
- アロエ属
- ガステリア属
- ハオルチア属
- ツルボラン属

## 下位分類
現在のススキノキ亜科ではススキノキ属１種認められる。ススキノキ属は、未分類の一種、シノニムを含め36種類認められる。

### 著名な種
- ススキノキ

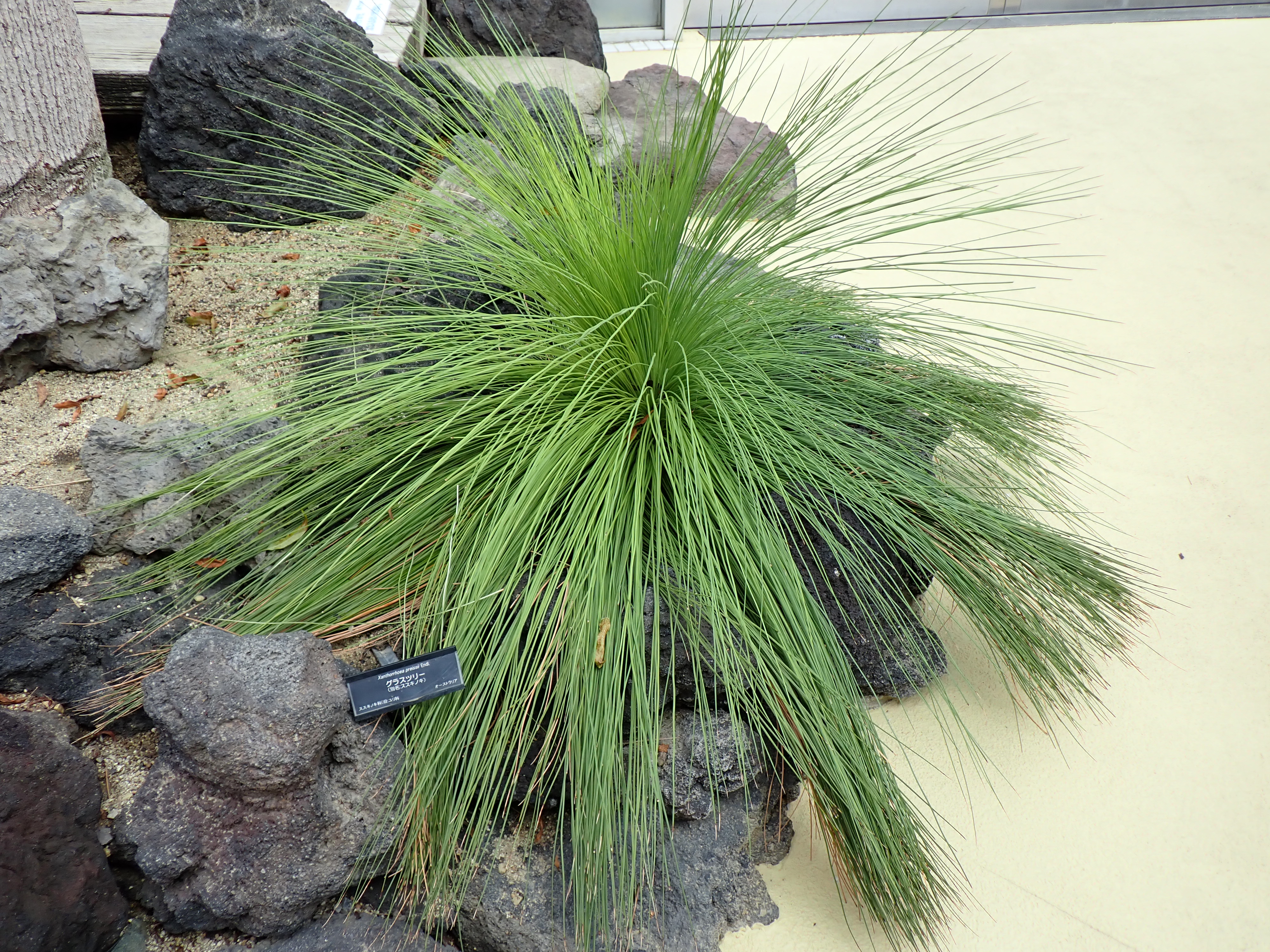
キサントロエア・プレイッシー（2024年11月 大阪市 咲くやこの花館）

　（Xanthorrhoea australis）
狭義でのススキノキは本種の事を指す。学名から、キサントロエア・オーストラリスとも呼ばれる。和名はススキノキで、英名にはグラスツリー、ボトルツリー、ブラックボーイなどがある。いずれも本種の草姿にちなんでいる。種小名のaustralisは、「南方の」という意味を持つ。オーストラリアのニューサウスウェールズ州、南オーストラリア州、ビクトリア州の沿岸地域、タスマニア島全域に自生している。
- キサントロエア・グラウカ

　（Xanthorrhoea glauca）
本種も比較的日本での地名度がある種。クイーンズランド州、ニューサウスウェールズ州、ビクトリア州の沿岸地域に自生している。亜種にXanthorrhoea glauca subsp. angustifoliaがある。
- キサントロエア・ジョンソニー

　（Xanthorrhoea johnsonii）
クイーンズランド州と、ニューサウスウェールズ州に自生する種。ここで上げた他の種に比較して葉の長さや幹のサイズなどのスケールが全体的に小さいのが特徴である。
- キサントロエア・プレイッシー（2024年11月 大阪市 咲くやこの花館）キサントロエア・プレイッシー

　（Xanthorrhoea preissii）
西オーストラリア州に自生する種類。

### その他種
- Xanthorrhoea acanthostachya
- Xanthorrhoea acaulis
- Xanthorrhoea arborea
- Xanthorrhoea arenaria
- Xanthorrhoea bracteata
- Xanthorrhoea brevistyla
- Xanthorrhoea brunonis
- Xanthorrhoea caespitosa
- Xanthorrhoea concava
- Xanthorrhoea drummondii
- Xanthorrhoea fulva
- Xanthorrhoea gracilis
- Xanthorrhoea latifolia
- Xanthorrhoea macronema
- Xanthorrhoea malacophylla
- Xanthorrhoea media
- Xanthorrhoea minor
- Xanthorrhoea nana
- Xanthorrhoea platyphylla
- Xanthorrhoea pumilio
- Xanthorrhoea quadrangulata
- Xanthorrhoea resinosa
- Xanthorrhoea semiplana
- Xanthorrhoea thorntonii